# Rodolfo Larcher
Rodolfo Arcángel Larcher (1900 - 1967), militar argentino que condujo la Secretaría de Guerra entre 1959 y 1960.

## Trayectoria
Rodolfo Larcher nació en Cruz del Eje, Córdoba. Se graduó de oficial de caballería del Colegio Militar con la promoción 49. En 1930 estuvo como oficial subalterno en el Regimiento 8 de Caballería de Liniers, Capital Federal, cuando estuvo en contra del golpe de Estado que derrocó al presidente radical Hipólito Yrigoyen.
Asumió como secretario de Guerra el 4 de septiembre de 1959, el mismo día que el general Carlos Severo Toranzo Montero asumió como comandante en jefe del Ejército.
Tras el atentado contra la estación de servicio de Shell-Mex en Córdoba del 16 de febrero de 1960, Larcher culpó al gobernador de la provincia Arturo Zanichelli de no reprimir con la «debida energía los actos de subversión». En un discurso ofrecido en el despacho del comandante de la IV División de Ejército, afirmó que «el Ejército, por imperio de la Constitución Nacional (…) debe tomar las medidas consiguientes». Dichas medidas eran la pena de muerte y la creación de zonas militares.
El 14 de marzo de 1960 —un día después del lanzamiento del Plan CONINTES—, Larcher participó de una importante reunión con el presidente Arturo Frondizi, junto al ministro de Defensa Nacional Justo Policarpo Villar, el secretario de Marina Gastón Clement y el secretario de Aeronáutica Jorge Rojas Sylveyra. En dicho encuentro, Larcher pidió urgentemente a Frondizi que estableciera la ley marcial y la creación de tribunales militares para juzgar civiles, lo que el presidente denegó. Con la confección del decreto n.º 2639, las intenciones del secretario de Guerra sucumbieron.
Renunció el 15 de octubre de 1960 por las presiones de Toranzo Montero y otros funcionarios.